# 加藤明成
加藤 明成（かとう あきなり）は、江戸時代前期の大名。陸奥国会津藩の第2代藩主。水口藩加藤家2代。

## 生涯
天正20年（1592年）、加藤嘉明の長男として生まれる。寛永8年（1631年）の父の死後、家督と会津藩40万石の所領を相続した。慶長16年（1611年）の会津地震で倒壊し、傾いたままだった蒲生時代の7層の若松城天守閣を5層に改め、城下町の整備を図って近世会津の基礎を築く。
一方で領内の統治に失敗、農村は疲弊した。また宿老の堀主水と衝突し、堀が出奔すると、これをはるか高野山まで追跡して最後には江戸で一党の身柄を拘束、過酷な拷問の後切腹も許さず処刑する、というお家騒動（会津騒動）を起こした。
長男の明友は庶子であったため、京都の山田氏に預けられ養われていたが、嫡子が産まれなかったため実家に呼び戻され、加藤内蔵助明友と名乗って世子に指名され、会津騒動後、石見国に吉永藩を立藩した。天和2年（1682年）には近江国水口藩2万石に加増転封され、加藤家は幕末まで存続した。
明成は、吉永藩領に下って隠居し、万治4年（1661年）1月21日に死去した。享年70。

## 創作における加藤明成
- 山田風太郎の長編小説『柳生忍法帖』における明成は、荒淫残虐で暗愚な暴君として描かれている。
- 中村彰彦の短編小説「亡霊お花」における明成は、一種の偏執狂で、片意地な性格の人物として描かれている。
- 南條範夫の短編集『大名廃絶録』にも、短編小説「加藤式部少輔明成」が収録されている。
- 田宮虎彦の『寛永主従記』にも、明成に関する記述がある。

## 系譜
父母
- 加藤嘉明（父）
- 堀部市右衛門の娘（母）

正室
- 保科正直の娘

子女
- 加藤明友（長男）
- 青山幸利正室
- 池田薫彰継室のち溝口政良継室